# Upplands runinskrifter 1020
Upplands runinskrift U 1020 är en vikingatida runsten av ljus granit med svagt rödaktig ton. Stenen står i Kyrsta, Ärentuna socken och Uppsala kommun. 
Runstenen är 155 cm hög, 145 cm bred och 35 cm tjock. Den hårt vittrade ristningen befinner sig på stenens södra sida som vetter mot vägen.

Stenen är känd sedan 1600-talet och stod fram till 1935 på sin ursprungliga plats söder om den östligaste gården i Kyrsta. När vägen rätades och breddades flyttades stenen cirka 7 meter åt norr. Inskriften är mycket grunt huggen och ställvis oläsbar. Båda namnen är vanliga i de svenska runinskrifterna.

## Inskriften
Translitterering av runraden:
[ku](þ)fast[r] · li[t] · [raisa] · stin ... · fastulfr ·· rui... ...[st]i · bru · as[uh]k
Normalisering till runsvenska:
Guðfastr let ræisa stæin ... Fastulfʀ ... ... bro asuhk.
Översättning till nusvenska:
Gudfast lät resa stenen ... Fastulv ... bro...